# Jazz Kitchen

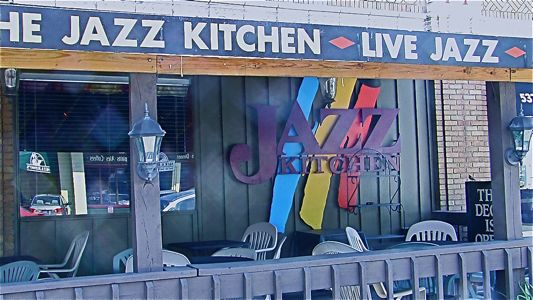
The Jazz Kitchen

Das Jazz Kitchen ist ein seit 1994 bestehender Jazzclub mit Restaurant in Indianapolis, Indiana. 
Der Club wurde im Jahr 1994 im früheren Veranstaltungslokal The Place to Start an der Ecke 54th Street und College Avenue eröffnet; es befindet sich im sogenannten Broad Ripple Village von  Indianapolis.  2009 zählte ihn das Magazin Down Beat zu den 100 bedeutendsten Jazzclubs der Welt Das Jazz Kitchen befindet sich in Besitz von David Allee, Sohn des Jazzmusikers und Komponisten Steve Allee.
In  dem Club gastierten sowohl lokale Künstler wie Frank Glover als auch international bekannte Musiker; zu ihnen gehörten Terence Blanchard, Ray Brown, Larry Coryell, Jon Faddis, Joey DeFrancesco, Slide Hampton, Rufus Reid und die Formation Yellowjackets.
J. J. Johnson trat mit seiner letzten Gruppe im März 1995 drei Abende im Jazz Kitchen auf; Harry Connick Jr. gastierte dort im Mai 2002. 2009 veranstaltete das Jazz Kitchen, das Plattenlabel Owl Studios und die Indianapolis Jazz Foundation das Indy Jazz Fest.